# Jun Ye

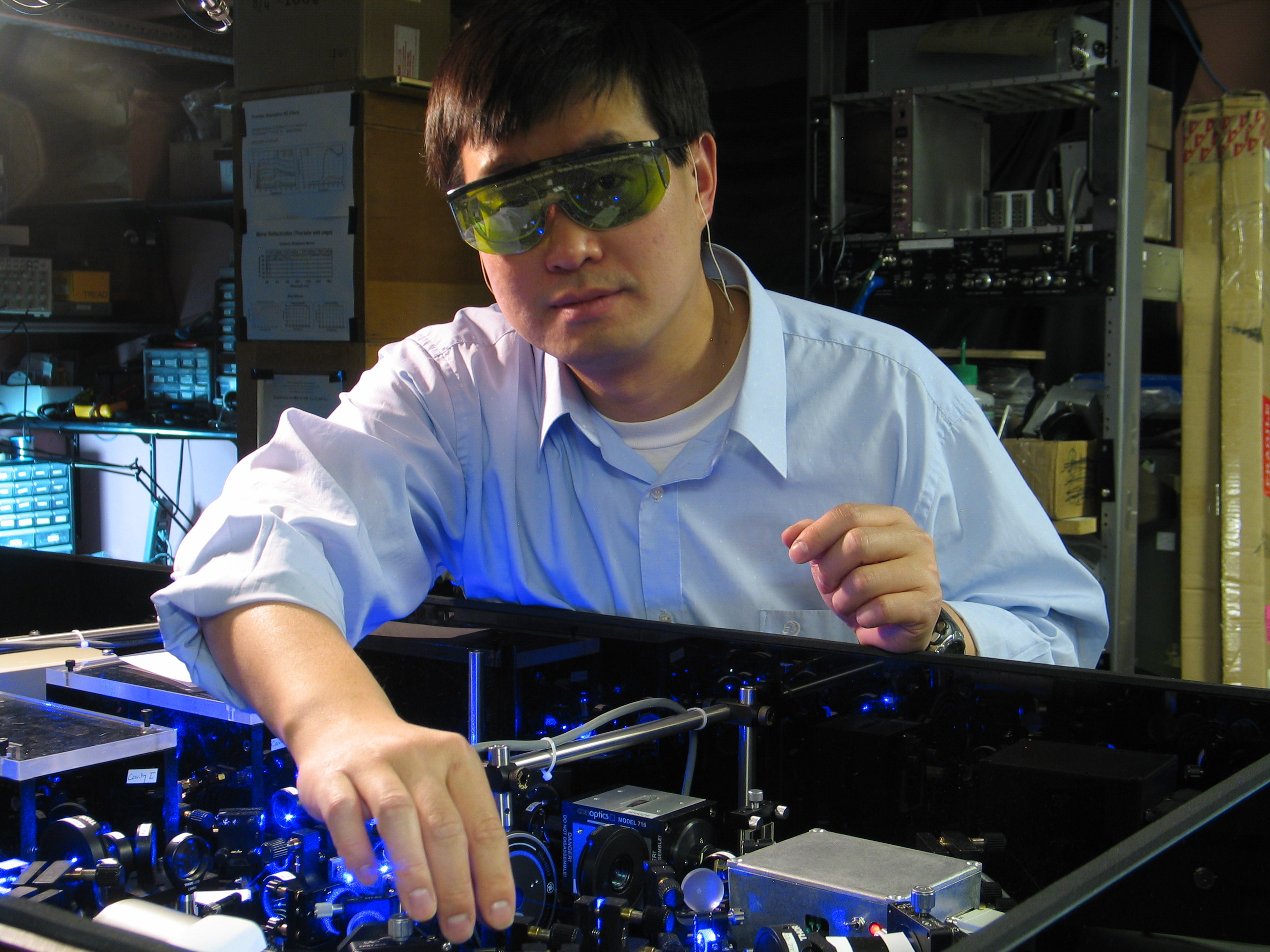
Jun Ye (mit Atomuhr)

Jun Ye (chinesisch 叶军, Pinyin yè jūn, W.-G. yeh chun; * 7. Juli 1967 in Shanghai, Volksrepublik China) ist ein chinesisch-amerikanischer Physiker an der University of Colorado Boulder.
Ye erwarb 1989 einen Bachelor an der Jiaotong-Universität Shanghai, 1991 einen Master an der New Mexico State University und 1997 einen Ph.D. bei dem späteren Nobelpreisträger John Lewis Hall an der University of Colorado Boulder. Als Postdoktorand arbeitete er bei Jeff Kimble am California Institute of Technology (CalTech). Seit 1999 ist er am Joint Institute for Laboratory Astrophysics (JILA) und am National Institute of Standards and Technology (NIST). Gleichzeitig hat er eine Professur an der University of Colorado Boulder inne.
Jun Ye ist vor allem für seine bahnbrechenden und technisch führenden Beiträge – zum Teil aufbauend auf die Arbeiten von Theodor Hänsch und John Lewis Hall – auf den Gebieten der Ultrakurzzeit-Spektroskopie, hochempfindlicher Frequenzmessung (Femtosekunden-Frequenzkamm, optische Uhren), Quantenoptik, optischer Gitter und der Messung molekularer Übergänge bekannt und wurde hierfür vielfach ausgezeichnet.
Ye hat (Stand 2025) über 530 wissenschaftliche Publikationen und hat (Stand Juli 2025) einen h-Index von 144 (Google Scholar) beziehungsweise 115 (Scopus). Er ist mit Ying Zhang verheiratet; das Paar hat zwei Kinder.

## Auszeichnungen (Auswahl)
- 1999 Adolph Lomb Medal der Optical Society of America[1]
- 2004 Fellow der American Physical Society
- 2006 William F. Meggers Award der Optical Society of America[2]
- 2007 I. I. Rabi Prize der American Physical Society[3]
- 2007 Carl-Zeiss-Forschungspreis[4]
- 2011 Mitglied der National Academy of Sciences[10]
- 2017 Mitglied der Chinesischen Akademie der Wissenschaften
- 2018 I. I. Rabi Award des Institute of Electrical and Electronics Engineers (IEEE)[5]
- 2019 Morris Loeb Lecture[6]
- 2021 Julius-Springer-Preis für angewandte Physik[7]
- 2022 Breakthrough Prize in Fundamental Physics
- 2022 Herbert-Walther-Preis der DPG
- 2025 Berthold Leibinger Zukunftspreis